# Psapharochrus abstersus
Psapharochrus abstersus là một loài bọ cánh cứng trong họ Cerambycidae.